# Palatul Mercur
Palatul Mercur, cunoscut și ca Palatul Béla Fiatska, este o clădire situată în P-ța Traian, nr. 2 din cartierul Fabric din Timișoara.
Face parte din Situl urban „Fabric” (I), monument istoric cod LMI TM-II-s-B-06096.

## Istorie
Pentru Palatul Mercur a fost obținută autorizația de construire la data de 13 iunie 1908, iar autorizarea de locuire la data de 1 aprilie 1909, acesta fiind construit pe locul unei case mult mai modeste.Arhitectul nu este cunoscut, deși, clădirea îi este atribuită, uneori, lui Lipót Baumhorn.

## Descriere
La începutul secolului, la inițiativa lui Béla Fiatska, care a fost președintele Asociației Filatelice ”Hunnia”, înființată în 1906, a fost construit Palatul Mercur. Acesta este cunoscut și sub numele de Casa cu Mercur sau Palatul Mercur, întrucât este însoțit de o statuie din bronz a zeului Mercur, pe un glob, amplasată în colțul clădirii și al pieței, care domină mansarda frumos ornamentată cu un acoperiș decorativ, aceasta fiind o copie a statuii Mercur zburând al lui Giambologna⁠(d). Decorațiile Palatului Mercur sunt în stilul caracteristic al anilor 1900, Secession (szeceszió), cu ornamente florale înscrise în forme geometrice, reflectând etapa avansată a acestui curent artistic.
Un aspect remarcabil al construcției îl constituie decorațiile frontoanelor, unde flori cu petale ce formează un pătrat sunt predominant prezente, într-o expresie specifică ultimei faze a stilului anilor 1900, cunoscută sub denumirea de faza "geometrică".
În perioada interbelică aici a funcționat societatea comercială ”Mercur” S.A., care se ocupa cu diverse activități economice, cum ar fi: băcănie, import-export, comerț cu cereale, comerț cu produse petroliere ș.a.).
Timp de câteva decenii, atât înaintea construirii palatului, în clădirea precedentă, cât și după finalizarea construcției, la parter, si-a desfășurat aici activitatea băcanul Alexandru Nenadovics.